# Kostel Nejsvětějšího srdce Páně (Lom)
Kostel Nejsvětějšího srdce Páně je římskokatolický kostel zasvěcený Nejsvětějšímu srdci Páně v Lomu v okrese Most. Jeho současná novorenesanční podoba vychází z přestavby v letech 1885-1889.

## Historie
První písemná zmínka o kostele v Lomu pochází z roku 1341. V roce 1681 byla postavena dřevěná kaple, kterou v letech 1885-1889 nahradil kamenný neorenesanční kostel. Architektem stavby byl L. Ziebich z Chomutova.
Od roku 1997 je stavba chráněna jako kulturní památka.
Před kostelem se nachází pískovcový památník z roku 1946 obětem koncentračních táborů, který je rovněž památkově chráněn.

### Duchovní správa
Kostel patřil, podle diecézních katalogů, do duchovní správy farnosti Mariánské Radčice. V 50. letech 20. století rozhodl tehdejší generální vikář litoměřické diecéze Eduard Oliva, že efektivnější bude, aby byl kostel spravován z Litvínova R.D. Oldřichem Vinduškou. Duchovní správa se v průběhu desítek let ukázala účinnou a tak při slučování farností od 1. ledna 2013 schválil litoměřický biskup Jan Baxant, že kostel bude nadále ve správě litvínovského děkanství.